# Lutzomyia edentula
Lutzomyia edentula är en tvåvingeart som först beskrevs av De León J. R. 1971.  Lutzomyia edentula ingår i släktet Lutzomyia och familjen fjärilsmyggor. Inga underarter finns listade i Catalogue of Life.